# 秦景公
秦景公（？—前537年），嬴姓，《春秋分纪》记载名石，《世本》误记载名后伯车，《史记·秦始皇本纪》作秦僖公，春秋时期秦国君主。秦桓公之子，在位40年。

## 生平

### 早年
前577年，秦桓公去世，其子秦景公继位。
前564年，秦景公派士雃向楚国请求援军攻打晋国，子囊以晋强秦弱为由劝说楚共王不要出兵，楚共王不听。同年秋，楚共王驻兵在武城（今河南省南阳市北）作为秦国的援军，秦国随后攻打晋国，晋国国内正遭受饥荒，无力反击。作为报复，晋悼公于次年派荀罃攻打秦国。

### 栎之战
前562年，楚共王率军攻打郑国，并派子囊向秦国求援，秦景公派右大夫詹率军救援，郑简公背弃与晋国的同盟，与楚国结盟。同年，楚国与郑国派兵攻打晋国的盟国宋国，晋国为救援宋国率领诸侯联军讨伐郑国。秦景公派庶长鲍、庶长武率兵救援郑国。庶长鲍先进入晋国国境，晋军守将士鲂因为秦军人少而放松警惕。庶长武从辅氏（今陕西省大荔县）渡过黄河，同庶长鲍夹击晋军，秦军与晋军在栎地（今山西省永济市西南）交战，晋军大败。
为报复晋国攻打郑国，前561年，楚国派子囊，秦国派庶长无地在杨梁（今河南省商丘市东南）会师，攻打宋国。同年，楚共王派司马子庚到秦国聘问，以感谢秦景公将女儿嫁给楚国。

### 迁延之役
为报栎之战战败之仇，前559年，晋悼公派荀偃率领鲁国叔孙豹、齐国崔杼、宋国华阅、仲江、卫国北宫括、郑国公孙虿、曹国、莒国、邾国、滕国、薛国、杞国、郳国攻打秦国。诸侯联军到达泾河后却不肯渡河，叔向会见叔孙豹后，鲁国、莒国先率军渡河。在公孙虿和北宫括的劝说下，诸侯联军渡过泾河后驻扎。秦国人在泾河上游放置毒药，诸侯联军死伤惨重。在公孙虿的激励下，晋军主将荀偃下令填平取水的井，拆毁做饭的炉灶，诸侯联军到达棫林（今陕西省华县东）后撤军。晋国将领栾鍼和士鞅冲入秦军营中，栾鍼战死，栾黡因其弟栾鍼之死迁怒于士鞅，士鞅被迫出奔秦国。
秦景公向士鞅询问晋国的大夫谁会先灭亡，士鞅回答说是栾氏。秦景公说：“是因为栾黡骄横的缘故吗？”士鞅回答说：“是的，栾黡太骄横了，但祸患恐怕要降落在栾盈身上。”秦景公为他为何，士鞅回答说：“栾书的恩德还留在百姓中间，而栾黡积累了太多的怨恨。到了栾盈一代，栾盈的恩德还没能积累，栾书一代的恩德早就消耗完了，所以栾氏灭亡应该在栾盈一代。”秦景公认为士鞅说的话很有见地，就让士鞅返回晋国，并请求晋悼公恢复了他原来的职位。

### 诸侯和谈
晋悼公死后，秦晋两国都想结束战争，于是两国开始和谈。为此，前549年，晋平公派韩起到秦国结盟，秦景公也派子鍼到晋国结盟，但双方存在分歧，同意罢兵休战而未结盟。前547年，秦国再派后子鍼到晋国重新结盟。同年夏，楚国、秦国联合攻打吴国，到达雩娄（今河南省商城县东北），得知吴国早有防备后退兵。秦楚联军趁机攻打郑国，击败郑国军队，打到城麇。楚国俘虏皇颉和印堇父，楚国押送皇颉回国，将印堇父交给秦军。子太叔按照子产的吩咐，用礼品赎回印堇父。
前546年，宋国大夫向戌召集诸侯举行弭兵之盟，派使者通报秦国，但秦国没有派使者参加会盟。
前541年，秦景公的同母弟后子鍼因为被人说坏话诬陷，害怕被杀，于是逃奔到晋国，逃走时带着锱重车上千辆。晋平公说：“您这样富有，为什么还要逃亡呢？”后子鍼回答说：“秦君无道，我害怕被杀害，想等到他的继承人继位后再回去。”

### 去世
前537年，秦景公去世，葬于丘里南，其子秦哀公继位。同年，后子鍼回到秦国。

## 墓葬
秦景公墓葬位于陕西省宝鸡市凤翔区南指挥镇南指挥村，从1977年开始发掘，1986年发掘完毕，是凤翔县秦公陵园区43座墓葬中首次发掘的最大墓葬，故称秦公一号大墓。大墓平面呈“中”字型，有东、西墓道和墓室。东墓道长156.1米，西墓道长84.5米，墓室长59.4米，宽38.8米，深24.5米，四壁有三层台阶，呈倒金字塔状。
秦公一号大墓占据了中国考古史上的五个之最：一是迄今中国发掘的占地面积最大墓葬；二是墓内186具人殉是目前已发掘的自西周以来人殉最多的墓葬（若把人牲和人殉严格区分开，其殉人规模也超过了殷王陵）；三是椁室的柏木“黄肠题凑”椁具是中国迄今发掘出周秦时代最高等级的葬具，这是使用了周天子才可享用的礼仪；四是椁室两壁外侧的木碑是中国墓葬史上最早的墓碑实物例证；五是大墓内出土的石磬是中国发现最早刻有铭文的石磬，文字多达180多个，字形为籀文，酷似石鼓文。